# Jean Collas
Jean Collas (3 de julio de 1874 - 30 de diciembre de 1928) fue un jugador francés de rugby y competidor del tira y afloja, que compitió en los Juegos Olímpicos de París 1900.
Él era un miembro del equipo de la unión de rugby francés, que ganó la medalla de oro.
También participó en la competencia del tira y afloja, que ganó una medalla de plata como miembro del equipo de Francia.